# السواسی
السواسی (به عربی: السواسی) یک منطقهٔ مسکونی در تونس است که در استان مهدیه واقع شده‌است. السواسی ۵٬۳۹۲ نفر جمعیت دارد.